# Pornografická filmová parodie

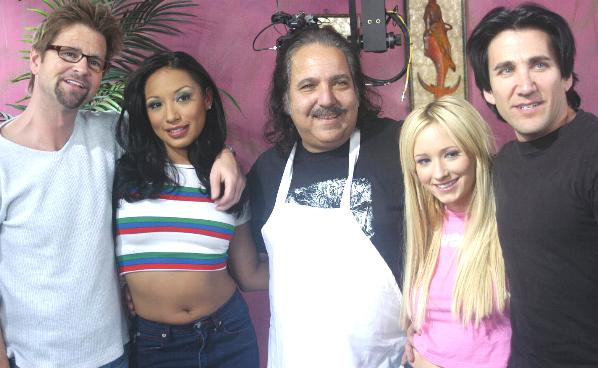
Známí herci z tohoto žánru

Pornografická filmová parodie je žánr pornografie založený na příběhu nebo zápletce, jež paroduje mainstreamový televizní  pořad, hraný film, známou osobnost, počítačovou hru či literární dílo. 

## Původ
Webové stránky PornParody.com věnované recenzím parodických pornofilmů zmiňují parodii televizního Batmana Bat Pussy z roku 1973 coby nejspíše nejstarší známý parodický pornofilm. O prvenství se rovněž uchází krátký německý animovaný film ze stejného roku Snow White and the Seven Perverts. Žánr odstartoval v devadesátých letech dvacátého století a nárůst popularity zaznamenal na počátku 21. století.